# Mätkolv

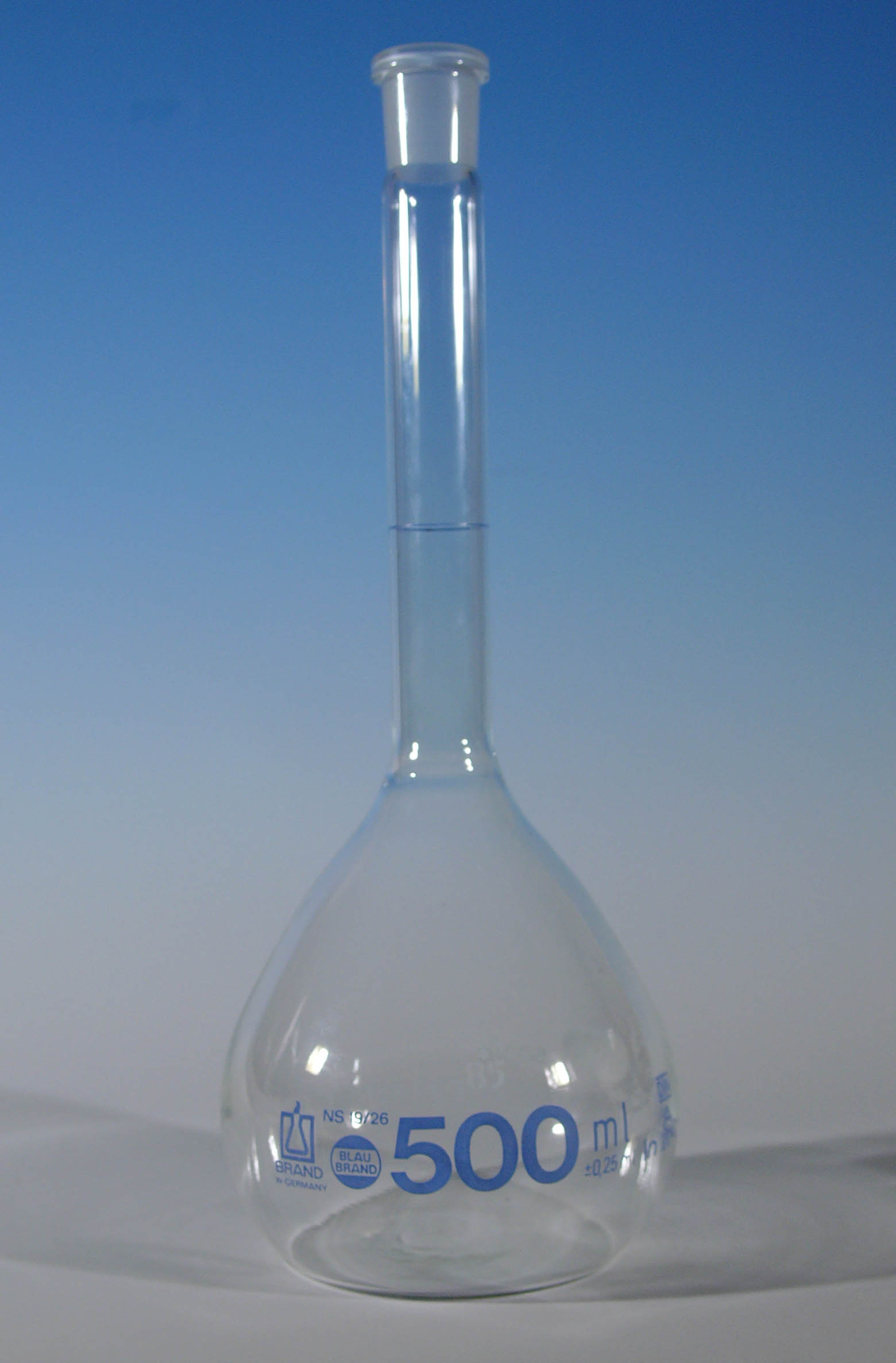
Tom mätkolv rymmande 500 ml. Notera nivåmarkeringen på halsen

En  mätkolv (eller mätflaska) är en kolv som används på laboratorier för att tillreda lösningar med en noga känd koncentration eller för att mäta upp en noga känd vätskevolym. Den består av en nedre vid del med plan botten så att den kan stå upprätt och en relativt smal hals med en nivåmarkering motsvarande kolvens angivna volym. Man fyller kolven upp till den nivå där undersidan på vätskeytans menisk tangerar nivåstreckets överkant (sett vinkelrätt från sidan) och ju smalare hals kolven har, desto noggrannare kan denna påfyllning göras (man måste dock kunna föra ner en pipett i kolven). Halsens mynning är vanligtvis slipad så att kolven kan tillsutas med en standardglaspropp - man kan även använda en plastpropp. På kolven anges, förutom dess volym. även en temperatur vid vilken volymsangivelsen gäller (vanligen 20 °C). Halsen kan också vara försedd med en andra nivåmarkering - den undre används då om man skall göra en spädning till känd volym, medan den övre markeringen används om man skall föra över en uppmätt volym vätska till ett annat kärl (kompensation för den vätskevolym som stannar kvar på kolvens väggar). Skall kolven användas för noggranna analyser väger man in den med avjonat vatten, varefter man kan beräkna den volym kolven rymmer mer noggrant än den angivna.

## Referenser

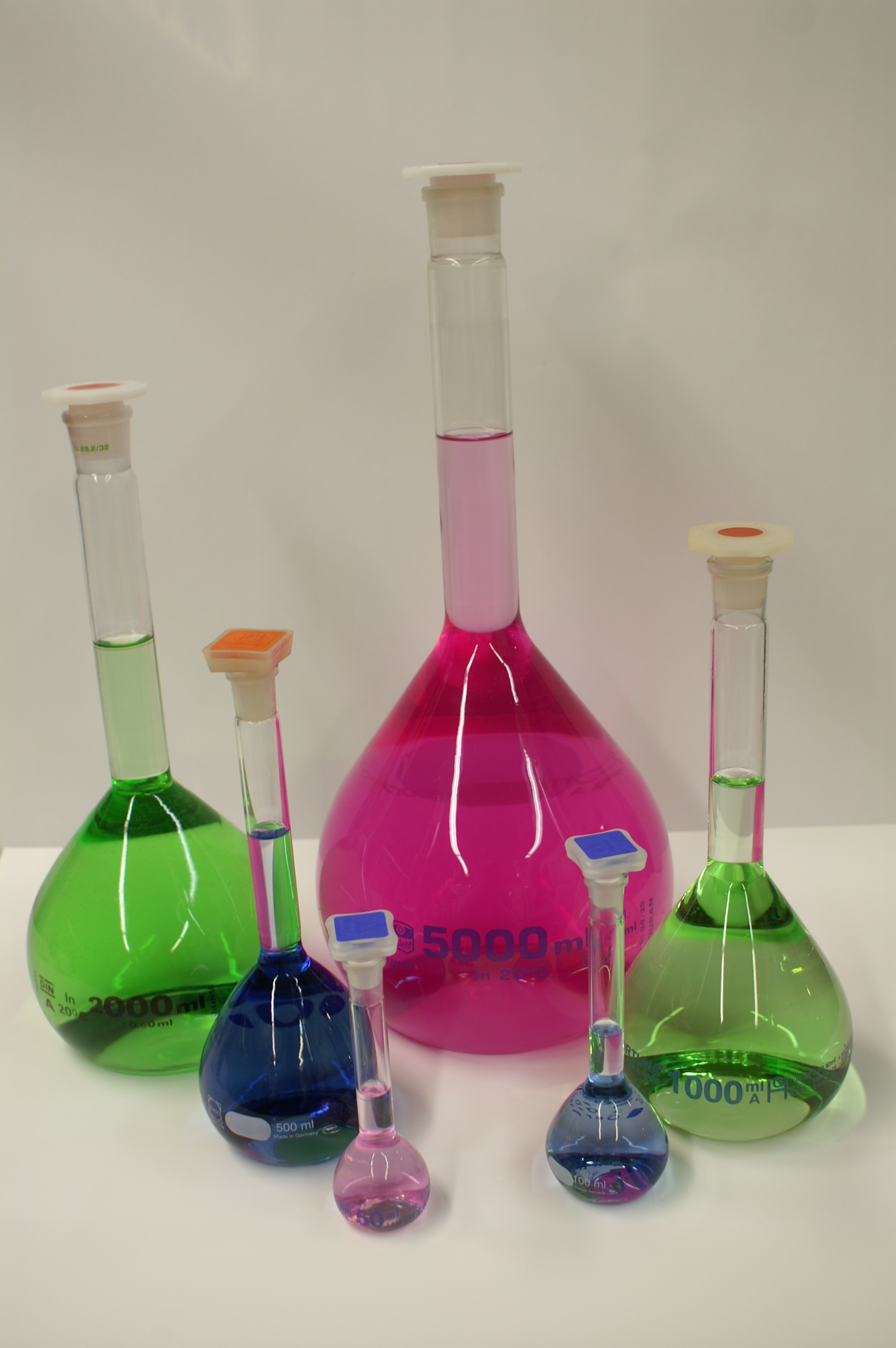
Mätkolvar i olika storlekar